# L'emigrant (conte)
|  | Aquest article tracta sobre el microconte de Luis Felipe Lomelí. Si cerqueu l'obra coral de Jacint Verdaguer, vegeu «L'emigrant». |

L'Emigrant és un microconte de l'escriptor mexicà Luis Felipe Lomelí. El text íntegre és el següent:
| « | -Oblida pas res? -Tant de bo! | » |

L'original «-¿Olvida usted algo? -¡Ojalá!» constitueix el més curt relat mai escrit en llengua castellana. Abans de la seva publicació el 2005 el relat més curt de la llengua castellana havia estat El dinosaure, de l'escriptor guatemalenc Augusto Monterroso.